# Rudolf Jenko
Rudolf Jenko, slovenski gradbeni inženir in strokovnjak za gradnjo cest, * 9. junij 1906, Celovec, † 13. julij 1988, Ljubljana.

## Življenjepis
Jenko je leta 1932 diplomiral na ljubljanski tehniški fakulteti. Po diplomi je služboval v Novem mestu in Ljubljani. Med vojno je bil pregnan v Italijo, po vojni pa je delal na Ministrstvu za gradnje LRS in v upravi za gradnjo avtoceste Beograd-Zagreb. Leta 1947 je bil imenovan za docenta na gradbenem oddelku tehniške fakultete v Ljubljani za področje zgornjega ustroja cest, za zemeljska dela in organizacijo gradbenih del.  Redni profesor na Fakulteti za gradbeništvo v Ljubljani je postal 1967. Strokovno se je izpopolnjeval v Švici, ZRN in na Švedskem.

## Strokovno delo
Jenko je kot stalni strokovni sodelavec republiških in zveznih upravnih organov in cestnih služb pripravljal nove tehnične predpise. Bil je projektant, nadzoroval je granjo in rekonstrukcije skoraj vseh cest zgrajenih po 2. svetovni vojni v Sloveniji in BiH. Napisal je 14 knjig in več prispevkov za jugoslovanske strokovne časopise. 